# ASP
O ASP (de Active Server Pages), também conhecido como ASP Clássico hoje em dia, é uma estrutura de bibliotecas básicas (e não uma linguagem) para processamento de linguagens de script no lado servidor para geração de conteúdo dinâmico na Web. Exemplos de linguagens aceitas são: VBScript, JScript, PerlScript, Tcl ou Python sendo que apenas as duas primeiras são suportadas por padrão.
A mais comumente difundida foi VBScript, sendo encontrada várias referências a ASP VBScript em artigos.
ASP foi substituído pelo ASP.NET, mas até hoje é suportada por versões atuais do IIS.
Ele roda/corre nativamente em Windows, através do serviço chamado de IIS (Internet Information Service) - o servidor web da Microsoft, ou do PWS (Personal Web Server) em ambientes com o Windows 98. Além disso ele pode rodar em outras plataformas, como Linux no servidor Apache quando usando um módulo de um programa como o Tomcat.
O script é interpretado no lado do servidor e o que é enviado ao lado do usuário/utilizador (navegador, por exemplo) é apenas a saída que normalmente é uma linguagem de marcação como HTML, XHTML ou XML.
Por se tratar de uma linguagem que roda do lado do servidor, é possível estabelecer o que vai ser enviado para o usuário (é o caso de sites que possuem diferentes perfis de acesso) e também fazer consultas a bancos de dados.

## Exemplos de código ASP
Um exemplo de uma página ASP conforme os padrões web pode ser representado pelo seguinte código:

O exemplo 1 mostra uma tabela com links que aparecerão nas colunas iniciais. Clicando em um dos links o exemplo 2 será chamado e receberá um ID como parâmetro.  No exemplo 2 será permitido alterar as informações e após clicar no botão Submit, o exemplo 3 será chamado para processar as informações e atualizá-las no banco de dados em SQL.

Exemplo 1 (1a parte):
```
1
    
<html>

2
    
<head>

3
    
<title>
dbfullteste1.asp
</title>

4
    
</head>

5
    
<body
 
bgcolor=
"#FFFFFF"
>

6
    
<%
 

7
    
' Conexão com o banco

8
    
set
 
conntemp
=
server
.
createobject
(
"adodb.connection"
)

9
   
conntemp
.
open
 
"Estudante"
,
"Estudante"
,
"magic"

10
   

11
   
set
 
rstemp
=
conntemp
.
execute
(
"select * from autores where AU_ID<100"
)

12
   
qtde_campos
=
rstemp
.
fields
.
count
 
-
1

13
   
%>

14
   
<table
 
border=
"1"
>

15
   
<tr>

16
   
<td
 
valign=
"top"
>
---
</td>

17
   
<%
 
'Preenche a primeira linha com o nome dos campos

18
   
for
 
i
=
0
 
to
 
qtde_campos
 
%>

19
    
<td><b><%=
rstemp
(
i
).
name
 
%></b></td>

20
   
<%
 
next
 
%>

21
   
</tr>

22
   
<%
 
' Preenche a tabela com os registros do banco

23
   
do
 
while
 
not
 
rstemp
.
eof
 
%>

24
   
<tr>

25
   
<td
 
valign=
"top"
><a
 
HREF=
"dbfullteste2.asp?str_ID=
<%=
rstemp
(
"AU_ID"
)
%>
">Editar
</a></td>

26
   
<%
 
for
 
i
 
=
 
0
 
to
 
qtde_campos
%>

27
    
<td
 
valign=
"top"
><%
 
=
 
rstemp
.
fields
(
i
).
value
 
%></td>

28
   
<%
 
next
 
%>

29
   
</tr>

30
   
<%
 
rstemp
.
movenext

31
   
loop

32
   
conntemp
.
close
%>

33
   
</table>

34
   
</body>

35
   
</html>

```

Exemplo 2 (2a. parte):
```
1
    
<html>

2
    
<head>

3
    
<title>
dbfullteste2.asp
</title>

4
    
</head>

5
    

6
    
<body
 
bgcolor=
"#FFFFFF"
>

7
8
    
<%

9
    
' Conecta com o banco e pega o valor do str_ID permitindo a edicao do registro

10
   
set
 
conntemp
=
server
.
createobject
(
"adodb.connection"
)

11
   
conntemp
.
open
 
"Estudante"
,
"Estudante"
,
"magic"

12
   

13
   
ID
=
request
.
querystring
(
"str_ID"
)

14
   
sqltemp
=
"select * from autores where AU_ID="
 
&
 
ID

15
   
set
 
rstemp
=
conntemp
.
execute
(
sqltemp
)

16
   
atual_ID
=
rstemp
(
"AU_ID"
)

17
   
atual_nome
=
rstemp
(
"autor"
)

18
   
atual_ano_nasc
=
rstemp
(
"ano_nasc"
)

19
   
%>

20
   

21
   
<form
 
name=
"meu_autor"
 
action=
"dbfullteste3.asp"
 
method=
"GET"
>

22
   
<p>
ID:
 
<input
 
type=
"TEXT"
 
name=
"id"
 
value=
"
<%=
atual_id
%>
">
</p>

23
   
<p>
 
Nome
 
do
 
autor:
 
<input
 
type=
"TEXT"
 
name=
"nome"
 
value=
"
<%=
atual_nome
%>
">
</p>

24
   
<p>
 
Ano
 
de
 
Nascimento:
 
<input
 
type=
"TEXT"
 
name=
"ano"
 
value=
"
<%=
atual_ano_nasc
%>
">
</p>

25
   
<p>
 
<input
 
type=
"SUBMIT"
>
 
</p>

26
   
</form>

27
   
</body>

```

Exemplo 3 (parte):
```
1
    
<html>

2
    
<head><title>
dbfullteste3.asp
</title></head>

3
    
<body
 
bgcolor=
"#FFFFFF"
>

4
    
<%

5
    
on
 
error
 
resume
 
next

6
    
au_nome
=
request
.
querystring
(
"nome"
)

7
    
' Corrige os apóstrofos

8
    
au_nome
=
Replace
(
au_nome
,
 
"'"
,
 
"''"
)
 

9
    

10
   
au_ano
=
request
.
querystring
(
"ano"
)

11
   
au_ID
=
request
.
querystring
(
"ID"
)

12
   
Set
 
Conn
 
=
 
Server
.
CreateObject
(
"ADODB.Connection"
)

13
   
conn
.
open
 
"Estudante"
,
"Estudante"
,
"magic"

14
   

15
   
SQLstmt
 
=
 
"UPDATE autores "

16
   
SQLStmt
 
=
 
SQLstmt
 
&
 
"SET autor='"
 
&
 
au_nome
 
&
 
"',"

17
   
SQLstmt
 
=
 
SQLstmt
 
&
 
"ano_nasc="
 
&
 
au_ano
 

18
   
SQLStmt
 
=
 
SQLStmt
 
&
 
" WHERE AU_ID="
 
&
 
au_ID
 

19
   
Set
 
RS
 
=
 
Conn
.
Execute
(
SQLStmt
)

20
   
If
 
err
.
number
>
0
 
then

21
    
response
.
write
 
"Ocorreram erros no script:"
 
&
 
"<P>"

22
    
response
.
write
 
"Número="
 
&
 
err
.
number
 
&
 
"<P>"

23
    
response
.
write
 
"Descrição="
 
&
 
err
.
description
 
&
 
"<P>"

24
    
response
.
write
 
"Help Context="
 
&
 
err
.
helpcontext
 
&
 
"<P>"
 

25
    
response
.
write
 
"Help Path="
 
&
 
err
.
helppath
 
&
 
"<P>"

26
    
response
.
write
 
"Native Error="
 
&
 
err
.
nativeerror
 
&
 
"<P>"

27
    
response
.
write
 
"Source="
 
&
 
err
.
source
 
&
 
"<P>"

28
    
response
.
write
 
"SQLState="
 
&
 
err
.
sqlstate
 
&
 
"<P>"

29
   
else

30
    
response
.
write
 
"Nenhum problema aconteceu!"
 
&
 
"<P>"

31
   
end
 
if

32
   
IF
 
conn
.
errors
.
count
>
 
0
 
then

33
    
response
.
write
 
"Ocorreram erros com o banco de dados"
 
&
 
"<P>"

34
    
response
.
write
 
SQLstmt
 
&
 
"<P>"

35
    
for
 
counter
=
 
0
 
to
 
conn
.
errors
.
count

36
      
response
.
write
 
"Número do erro:"
 
&
 
conn
.
errors
(
counter
).
number
 
&
 
"<P>"

37
      
response
.
write
 
"Descrição --> "
 
&
 
conn
.
errors
(
counter
).
description
 
&
 
"<P>"

38
    
next

39
   
else

40
    
response
.
write
 
"Parece que tudo está ok. O Autor foi atualizado!"
 
&
 
"<P>"

41
   
end
 
if

42
   
Conn
.
Close

43
   
%>

44
   
</body>

45
   
</html>

```

Exemplo 4: Exemplo em ASP.Net de uma rotina de falha no ISS.
```
        
<location
 
path=
"http://www.exemplo.com.br"
>
 

            
<system.webServer>
 

                
<tracing>
 

                    
<traceFailedRequests>
 

                        
<add
 
path=
"*"
>
 

                            
<traceAreas>
 

                                
<add
 
provider=
"WWW Server"
 
areas=
"Security"
 
verbosity=
"Verbose"
 
/>
 

                            
</traceAreas>
 

                            
<failureDefinitions
 
statusCodes=
"404.2"
 
/>
 

                        
</add>
 

                    
</traceFailedRequests>
 

                
</tracing>
 

            
</system.webServer>
 

        
</location>

```

## Ligações Externas
- Tutorial de ASP - Portal W3 Schools
- A documentação do ASP.NET está disponível no site docs.microsoft.com
- Documentação do ASP.NET e ASP.Net Core - Microsoft Docs
- Introdução ao ASP.Net Core - Microsoft Docs
- Getting Started with ASP.NET MVC 5 - Microsoft Docs
- Criar uma API Web com o ASP.NET Core e o Visual Studio - Microsoft Docs